# 再生元科學獎

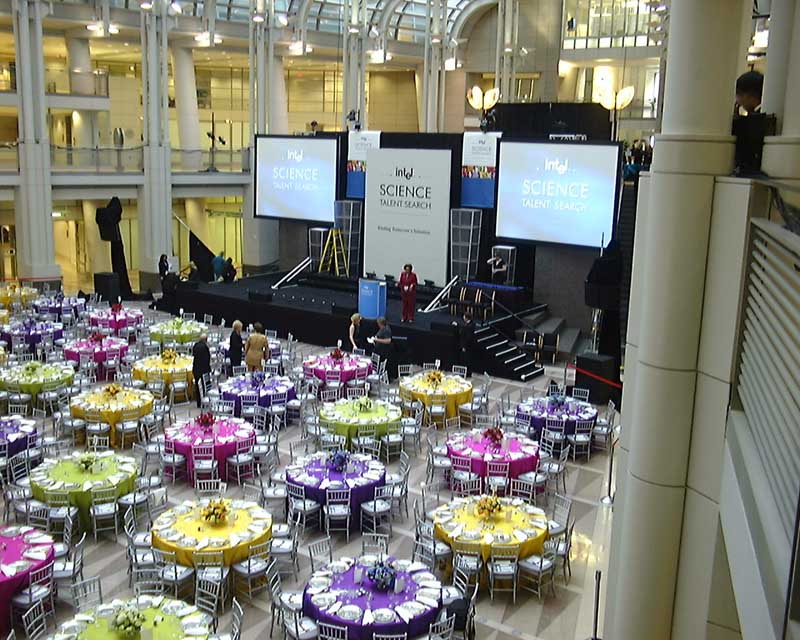
2002年英特爾科學人才搜索入圍宴會在華盛頓哥伦比亚特区羅納德·裡根大廈和國際貿易中心举行，宣布了10名獲獎者，并答谢所有40位決賽選手。

再生元科學獎（英語：Regeneron Science Talent Search，也译雷杰纳荣科学奖），1998年至2016年称为英特爾科學獎（英語：Intel Science Talent Search），自创办至1998年称为西屋科學獎（英語：Westinghouse Science Talent Search），是美國一個科學獎項，頒發給優秀的高中學生。該獎項原本稱為西屋科學獎，是西屋公司於1942年所創設，1998年改稱為英特爾科學獎。美國總統喬治·赫伯特·沃克·布希曾說英特爾科學獎「是科學界的超級盃」。許多著名的科學家都曾獲得該獎，包含羅德·霍夫曼、戴維·芒福德、謝爾登·格拉肖、沃特·吉爾伯特等人。

## 連接
- Intel STS online entry system （页面存档备份，存于）
- STS historical background